# 日本老年医学会
一般社団法人日本老年医学会（にほんろうねんいがくかい、英文名 THE JAPAN GERIATRICS SOCIETY）は、老年医学に関する知識の普及、進歩を図る目的で設立された学会（会員数約6,300名。元文部科学省所管。

## 概要
1959年に任意団体として日本老年医学会が発足し、1995年、文部省（現 文部科学省）の設立許可により社団法人日本老年医学会となった。事務局は、東京都文京区湯島4-2-1杏林ビル内に置いている。
2001年に初めて「立場表明」を公表し、2012年には治療の不開始・中止やQOL重視を盛り込んだ改訂を行った。2025年版では「人生の最終段階」の定義を明確に示し、年齢や疾患にかかわらず、すべての人が尊厳を保ちながら最善の医療とケアを受ける権利を有するとして、緩和ケアのさらなる推進を提唱した。がん以外の慢性疾患や認知症にも緩和ケアの視点を広げ、本人の満足や意向（非言語的な表出も含む）を尊重した意思決定支援のあり方や、救急医療との連携強化など、全人的なケア体制を求める内容が盛り込まれている。

## 機関誌
- 『日本老年医学会雑誌』（略記：日老医誌）

Nippon Ronen Igakkai Zasshi.Japanese Journal of Geriatrics（略記：Nippon Ronen Igakkai Zasshi）　隔月発行

## 加盟団体
- 日本老年学会（The Japan Gerontological Society）
- 国際老年学協会：日本老年学会（1959年、日本老年医学会、日本老年社会科学会の連合体として発足）として加盟

## 関連学会
- 日本老年社会科学会
- 日本基礎老化学会
- 日本老年歯科医学会
- 日本老年精神医学会
- 日本高齢者虐待防止学会
- 日本在宅ケア学会
- 日本ケアマネジメント学会